# ATC-code A
ATC-code A betreft een hoofdgroep van het Anatomisch Therapeutisch Chemisch Classificatiesysteem en wel middelen die werken op het spijsverteringskanaal en de stofwisseling.
ATC-code A01 - Stomatologica (mondpreparaten, medicinale tandpasta's enz.)
ATC-code A02 - Antacida, antiflatulentia en anti-ulcusmiddelen
ATC-code A03 - Middelen bij functionele maagdarmstoornissen
ATC-code A04 - Middelen tegen misselijkheid/braken (anti-emetica)
ATC-code A05 - Cholagoga en leverbeschermende middelen
ATC-code A06 - Laxeermiddelen
ATC-code A07 - Antidiarrhoeica, orale elektrolyten en intestinale anti-inflammatoire middelen
ATC-code A08 - Anti-adiposita (excl. dietetica)
ATC-code A09 - Digestiva (incl. enzympreparaten)
ATC-code A10 - middelen in verband met diabetes
ATC-code A11 - Vitaminen
ATC-code A12 - Mineralensuppletica
ATC-code A13 - Tonica
ATC-code A14 - Systemische anabolica
ATC-code A15 - Eetlustbevorderende middelen
ATC-code A16 - Andere spijsverterings- en stofwisselingsmiddelen